# Kreditprovision
Eine Kreditprovision ist im Bankwesen ein Bestandteil der Kreditbedingungen, der unabhängig von der Kreditnutzung auf die gesamte Kreditlinie berechnet wird. Die Berechnung des eigentlichen Kreditzinses auf die Inanspruchnahme bleibt hiervon unberührt.

## Geschichte
Mit der Kreditprovision versuchte man Wilhelm Hasenack zufolge in der Inflationszeit zwischen 1914 und 1923 die zu erwartende Marktverschlechterung auszugleichen; sie war eine Entwertungsprämie und verlor mit der Marktstabilisierung ihren Sinn. Bis etwa 1912 berechneten die Banken bei einem halbjährlichen Kontoabschluss eine Umsatzprovision in Höhe von 1 ‰ oder 1/8 % von der größeren Seite des Kontos. In den folgenden Jahren trat im Zusammenhang mit den auf Verstärkung der Barliquidität der Banken gerichteten Bestrebungen der Reichsbank eine Erhöhung der Sätze ein. Damals entstand der Begriff der Kreditprovision, welche Bereitstellung und Gewährung des Kredits deckt. Damals diente die Kreditprovision mehreren Zwecken, denn sie sollte Ersatz für entgangenen Gewinn, Risikoprämie und Entgelt für Arbeitsleistungen sein. Nach Wilhelm Kalveram darf die Kreditprovision „für zugesagte Kredite berechnet werden, soweit sie nicht in Anspruch genommen worden sind“. Gesetzlich erlaubt wurde die Kreditprovision durch § 5 Zinsverordnung vom 1. März 1965, die eine Kreditprovision von maximal 3 % p. a. gestattete. Nach der Zinsliberalisierung am 1. April 1967 entfielen zwar gesetzliche Zinsreglementierungen, die Kreditprovision wurde in der Bankpraxis jedoch beibehalten.

## Berechnungsgrund
Als Art der laufzeitabhängigen Provision ist ihr Berechnungsgrund heute umstritten. Das eigentliche Kreditrisiko wird vom Kreditzins abgegolten, während die Bereitstellungsprovision für die Refinanzierungskosten erhoben wird, die durch die bloße Bereitstellung einer Kreditlinie anfallen, wenn diese nicht in Anspruch genommen wird. Bei revolvierenden Krediten, Stand-by-Krediten, Kontokorrentkrediten oder Dispositionskrediten kann die Berechtigung der Kreditprovision im Verwaltungsaufwand der Bank gesehen werden, der durch die ständige Neuinanspruchnahme ausgelöst wird.
Im Ergebnis verfolgen Kredit- und Bereitstellungsprovision das gleiche Ziel, nämlich die Vergütung der Refinanzierungskosten für die Bereitstellung der Kreditlinie unabhängig von ihrer Ausnutzung. Sie ist streng von der Bearbeitungsgebühr für Konsumkredite zu trennen, die Kreditinstitute für die Kreditbearbeitung erhoben hatten. Dazu hatte der BGH im Mai und Oktober 2014 entschieden, dass die von vielen Banken verlangte Bearbeitungsgebühr für Privatkredite unzulässig ist, weil die Vereinbarung von Bearbeitungsentgelten für Verbraucherkreditverträge in Allgemeinen Geschäftsbedingungen gemäß § 307 Abs. 1 Satz 1, Abs. 2 Nr. 1 BGB unwirksam ist. Dazu zählen insbesondere Raten- und Autokredite sowie Darlehen zur Immobilienfinanzierung.

## Heutige Situation
Heute werden der Sollzins und eine eventuelle Kreditprovision als Einheit gesehen, was dazu führt, dass auf eine Kreditprovision überhaupt verzichtet und stattdessen ein so genannter Nettozinssatz berechnet wird. Wird eine Überziehungsprovision berechnet, kann auf den überzogenen Betrag keine Kreditprovision erhoben werden. Dort, wo Kreditprovisionen entfallen sind, wurden sie teilweise durch (einmalige) Bearbeitungsgebühren ersetzt.